# رودلف ليبرت
رودلف ليبرت (بالألمانية: Rudolf Lippert)‏ هو متسابق الحدث ألماني، ولد في 29 أكتوبر 1900 في لايبزيغ في ألمانيا، وتوفي في 1 أبريل 1945 في بيلفلد في ألمانيا.

## وصلات خارجية
- رودلف ليبرت على موقع أوليمبيديا (الإنجليزية)